# Ергард Бернер
Ерхард-Генріх Бернер (нім. Erhard-Heinrich Berner; 1894 — 1960) — німецький військовик, генерал-майор часів Другої світової війни.  Командував 76-ою піхотною дивізією. Був нагороджений Лицарським хрестом Залізного хреста. У 1945 році здався радянській армії. Засуджений у Радянському Союзі як військовий злочинець. Звільнений з полону 1955 року.

## Нагороди та відзнаки
- Німецький золотий хрест 24 грудня 1941 року як майор 508-го піхотного полку [1]
- Лицарський хрест Залізного хреста 18 січня 1945 року як оберст і командир 28-го єгерського полку [2]